# Kurt Otto (Politiker, 1887)
Kurt Otto (* 9. Juni 1887 in Proskau, Landkreis Oppeln, Provinz Schlesien; † 9. August 1947 im Speziallager Nr. 2 Buchenwald) war ein deutscher nationalsozialistischer Politiker.

## Leben
Der Sohn eines Forstrats, studierte Rechtswissenschaften.
Nachdem Otto verschiedene Finanzämter in der preußischen Provinz Sachsen geleitet hatte, trat er zum 1. Februar 1932 der NSDAP bei (Mitgliedsnummer 909.637) und wurde 1933 kommissarischer Landeshauptmann dieser Provinz in Merseburg. Er stand fortan als oberster Verwaltungsbeamter an der Spitze des Provinzialverbandes und damit der drei Regierungsbezirke Magdeburg, Merseburg und Erfurt. Durch das preußische Gesetz über die Erweiterung der Befugnisse der Oberpräsidenten vom 15. Dezember 1933 gingen die Aufgaben des Landeshauptmannes an den Oberpräsidenten über und ließen den Landeshauptmann zum Stellvertreter des Oberpräsidenten werden. 
In der Funktion des Landeshauptmanns war Otto u. a. maßgeblich an Aktionen gegen jüdische Bürger und Künstler beteiligt. So ordnete er im Mai 1933 die Vernichtung der Arbeiten von Charles Crodel im Goethe-Theater Bad Lauchstädt an. 
Otto, der seit 1933 auch Vorsitzender des Kuratoriums des Kaiser-Wilhelm-Instituts für Anthropologie war, befürwortete nach Angaben von Irmfried Eberl, dem medizinischen Leiter der Tötungsanstalten  Brandenburg und Bernburg, die Euthanasie-Morde der Aktion T4 und stand ihnen „unbedingt positiv“ gegenüber.
Bei der Reichstagswahl am 29. März 1936 bewarb er sich im Wahlkreis 11 (Merseburg) auf dem letzten Listenplatz mit der Nummer 1031 erfolglos um ein Mandat.
1938 förderte er die Herausgabe eines Sammelwerkes von Louise von François unter dem Titel Aus der Provinz Sachsen durch Siegfried Berger.
Nach der Pensionierung des Magdeburger Oberpräsidenten Curt von Ulrich 1944 war er der wichtigste Verwaltungsbeamte und blieb bis 1945 im Amt.
Am 26. Mai 1945 wurde er von der Roten Armee verhaftet und kam in das Speziallager Nr. 2 Buchenwald. Dort starb er an einer Mangelkrankheit.